# La Coccinelle à Mexico
Série La Coccinelle
La Coccinelle à Monte-Carlo
(1977) Un nouveau départ pour la Coccinelle
(1997)
Pour plus de détails, voir Fiche technique et Distribution.
La Coccinelle à Mexico (Herbie goes bananas) est un film américain réalisé par Vincent McEveety, sorti en 1980.
Il appartient à la série La Coccinelle, dont c'est le 4e épisode.

## Synopsis
Pete Stanchek, neveu de Jim Douglas hérite de Choupette la célèbre Coccinelle frappée du no 53. Accompagné de son ami Davie Johns pour la récupérer à Puerto Vallarta, ils se font subtiliser leur portefeuille par un orphelin nommé Paco, qui vole peu après le portefeuille de pilleurs de vestiges incas, à la recherche d'or. Les deux groupes le poursuivent à l'aide de la police locale et retrouvent leurs portefeuilles avec tout leur contenu, à l'exception d'un bout de film permettant de localiser les ruines intéressant les pilleurs, que Paco a gardé avec lui. 
Choupette sauve Paco de la police en l'abritant dans son capot et en poussant ses célèbres pointes de vitesse, avec Pete et Davie à son bord. Enchantés, ceux ci décident de faire embarquer la voiture (avec Paco resté dans le capot) par bateau afin de participer au grand prix du Brésil. À bord ils décident de se rapprocher de Mélissa, jeune archéologue en voyage avec sa riche tante Louise, afin d'obtenir un sponsoring pour la course.
Pendant ce temps dans les soutes du bateau Choupette apportera le repas d'un ouvrier à Paco. Ils seront tous les deux pris au piège et seront enfermés. Paco décide d'appeler Choupette, Ocho (huit en espagnol car 5 + 3 = 8). Choupette tentera alors de libérer Paco et en payera le prix, elle sera passée par-dessus bord !

Que deviendra Paco ? Comment s'en sortira Choupette ? Comment Pete et Davie vont-ils pouvoir faire leur course et retrouver Choupette ? Les pilleurs du lieu Inca parviendront-ils à leurs fins ? Tante Louise arrivera-t-elle à conquérir le cœur du capitaine ?

## Fiche technique
Sauf mention contraire, les informations proviennent des sources concordantes suivantes : Leonard Maltin, Mark Arnold et IMDb
- Titre original : Herbie Goes Bananas
- Titre français et québécois : La Coccinelle à Mexico
- Réalisation :  Vincent McEveety
- Scénario : Don Tait, d'après les personnages créés par Gordon Buford
- Musique : Frank De Vol
- Direction artistique : John B. Mansbridge et Rodger Maus
- Décors : Norman Rockett et Roger M. Shook
- Costumes : Renié, Jack Sandeen et Emily Sundby (supervision), Milton G. Mangum (hommes), Mary Dye (femmes)
- Photographie : Frank V. Phillips (directeur), Mike Sweeten (additionnelle)
- Son : Herb Taylor (supervision), Henry A. Maffett (mixage), Ben F. Hendricks (montage)
- Monteur : Gordon D. Brenner
- Production : Ron Miller
  - Coproduction : Kevin Corcoran et Don Tait
- Sociétés de production : DePatie-Freleng Enterprises, Hanna-Barbera Productions, King Features Syndicate et Terrytoons, présenté par Walt Disney Productions
- Sociétés de distribution : Buena Vista Distribution Company (États-Unis) ; Walt Disney Productions (France)
- Budget : n/a[4]
- Pays de production :  États-Unis
- Langues originales : anglais, espagnol
- Format : couleur (Technicolor) — 35 mm — 1,75:1 (CinemaScope) — son Dolby
- Genres : comédie, aventure, fantastique
- Durée : 100 minutes
- Dates de sortie :
  - États-Unis : 25 juin 1980
  - France : 26 janvier 1981
- Classification :
  - États-Unis : tous publics (G - General Audiences)
  - France : tous publics (conseillé à partir de 8 ans)[5],[6]

### Version française
- Paroles des chansons : Natacha Nahon
- Direction artistique : Roger Rudel
- Adaptation française : Georges Dutter
- Version française réalisée par Société Parisienne de Sonorisation S.P.S.

## Distribution
- Cloris Leachman (VF : Mony Dalmès) : Tante Louise
- Charles Martin Smith (VF : Claude Mercutio) : Davie Johns
- John Vernon (VF : Jean-Claude Michel) : Mr. Prindle
- Stephen W. Burns (VF : François Leccia) : Peter « Pete » Stanchek
- Elyssa Davalos (VF : Catherine Lafond) : Melissa Drake
- Joaquin Garay III (VF : Jackie Berger) : Paco
- Harvey Korman (VF : Jacques Ferrière) : Capitaine Blythe
- Richard Jaeckel (VF : Jacques Ebner) : Mr. Sheppard
- Alex Rocco (VF : Alain Dorval) : Mr. Quinn
- Fritz Feld (VF : Alfred Pasquali) : Chef Steward
- Vito Scotti (VF : Gérard Hernandez) : Armando Moccia
- Jose Gonzales-Gonzales : le propriétaire du garage à Puerto Vallarta
- Ruben Moreno : propriétaire de la boutique
- Tina Menard : femme du propriétaire de la boutique
- Jorge Moreno : chauffeur de bus
- Allan Hunt : operateur du canal #1
- Tom Scott : operateur du canal #2
- Hector Morales : général mexicain
- Iris Adrian : femme américaine bruyante
- Ceil Cabot : Mme Purkiss, la passagère
- Patricia Van Patten : invitée à la cigarette
- Jack Perkins : homme américain bruyant
- Henry Slate : officier en retard
- Ernie Fuentes : amérindien
- Antonio Trevino : propriétaire des pigeons
- Dante D'Andre : Pr. De Moraes, le spécialiste des trésors incas
- Alma Beltran : femme du général
- Dolores Aguirre : première fille du général
- Aurora Coria : seconde fille du général
- Alex Time : habitant #1
- Don Diamond : habitant #2
- Warde Donovan : maître d'hôtel
- Ray Victor : garde
- Bert Santos : policier
- Buddy Joe Hooker :  chef
- Steve Boyum : policier panaméen
- Mario Cinseros : policier de Puerto Vallarta
- Jeff Ramsey : matador
- John C. Meier : officier naval
- Alejandro Aleman : enfant dans le bus
- Raul Gomez : chauffeur de la jeep
- Gloria O'Brien : voix chantée

Sauf mention contraire, les informations proviennent des sources concordantes suivantes : Leonard Maltin, Mark Arnold et IMDb

## Sorties cinéma
- États-Unis : 25 juin 1980 ; 12 juin 1981 (Ressortie)
- Australie : 18 décembre 1980
- Brésil : 1981
- France : 26 janvier 1981
- Philippines : 14 mai 1981 (Davao)
- Uruguay : 2 juillet 1981 (Montevideo)
- Pays-Bas : 9 juillet 1981
- Royaume-Uni : 23 juillet 1981
- Espagne : 1er août 1981
- Allemagne de l'Ouest : 13 août 1981
- Finlande : 28 août 1981
- Portugal : 28 août 1981
- Suède : 5 septembre 1981
- Danemark : 9 septembre 1981
- Irlande : 1er août 1982
- Hongrie : 11 juin 1987

## Sorties vidéo
En France, le film La Coccinelle à Mexico est sorti le 6 décembre 1994 en Video Home SystemVHS[réf. souhaitée] et en DVD le 26 mai 2004.

## Origine et production
Le 1er février 1980, quelques mois avant la sortie du film, Vernon Scott écrit un article sur cette production. Scott explique que malgré l'arrêt des ventes de Coccinelles Volkswagen aux États-Unis depuis plusieurs années, l'héroïne du film Un amour de Coccinelle (1968) est toujours populaire. Les trois premiers opus ont récolté 200 millions d'USD. Don Tait produit le film et en écrit le scénario. Pour lui, la Coccinelle Volkswagen est une métaphore du petit gars qui affronte les plus forts, un outsider auquel la plupart des spectateurs peut s'identifier. La voiture possède une personnalité que d'autres modèles comme une Dodge ou une Oldsmobile n'ont pas. Au sein de l'équipe de production des studios Disney, le personnage est réel et on en parle avec le déterminant « il » ou « lui »,. Kevin Corcoran, coproducteur du film, rappelle que le modèle de véhicule a été choisi à cause de sa forme animale, un beetle (« scarabée » en anglais), traduit par coccinelle pour un aspect plus convivial. Danny Lee a travaillé sur les quatre films et a conçu les modifications du véhicule pour les effets spéciaux. Il précise que c'est un modèle de 1964 et que 26 exemplaires ont été utilisés pour le film, la plupart trouvés dans l'agglomération de Los Angeles, dont certains, plus récents, ont été modifiés pour les faire correspondre au modèle initial. Chaque véhicule a été acheté entre 800 USD et 1 500 USD mais une moyenne de 5 000 USD de travaux ont été nécessaires pour satisfaire aux exigences du scénario. 
Une partie de la production a été réalisée au Mexique par une équipe dédiée à Guadalajara et Puerto Vallarta dans l'état de Jalisco.  Tait rapporte un fait étrange : les fans ne pouvant demander un autographe à la voiture, font à la place un graffiti sur la carrosserie. L'équipe a du transporter le véhicule de Californie jusqu'au Mexique sous bâche pour ne pas attirer l'attention des fans. Parmi les péripéties du film, la presse dévoile les suivantes : une chute au large depuis un bateau le long des côtes mexicaines, une conversion en taxi, une participation à une corrida, un combat avec un avion, et une traversée du canal de Panama. 
C'est le dernier film de l'actrice Iris Adrian, un des piliers du studio depuis 1965, avant son décès en 1994. Elle avait joué dans plusieurs comédies Disney comme L'Espion aux pattes de velours (1965), Un singulier directeur (1971) ou Un candidat au poil (1976).
Le film récolte 18 millions d'USD, un résultat moyen et ressort en salle dès 1981.
Le film a été diffusé à la télévision dans The Disney Sunday Movie en 1987 et dans The Magical World of Disney en 1989.

## Sortie et accueil
La Coccinelle à Mexico a été mal accueilli par les critiques et est considéré comme le plus mauvais de la franchise de La Coccinelle,. La plupart des critiques de cinéma fait remarquer que la série arrive à bout de souffle, Leonard Maltin commentant qu'il y avait "une scène amusante où la VW devient matador; sinon, c'est strictement de la ferraille" . Maltin (qui a noté le film 1½ sur 4) a ajouté que l'intrigue se jouait des acteurs "rencontrant toutes sortes d'obstacles 'hilarants' en cours de route". Phil Patton, auteur du livre Bug: The Strange Mutations of the World's Most Famous Automobile, a observé que la franchise était "en perte de vitesse et le film [...] est rempli de clichés et de stéréotypes" du sud de la frontière [le Mexique]". Pour Mark Arnold, la franchise s'arrête sur une blague nulle, celle du surnom « Ocho », somme des chiffres 5 et 3 du numéro de la voiture, et un film du même niveau que la blague. Il note toutefois qu'une série télévisée a été produite en 1981 et une relance de la franchise a été tentée en 2005 avec Lindsay Lohan dans La Coccinelle revient. Arnold considère ce film comme le chant du cygne de Walt Disney Productions tel que le studio était jusqu'alors et que le renouveau ne débute qu'en 1985, après l'arrivée de Michael Eisner. Arnold note que le studio a pris le parti de produire des films plus adultes, certains classifiés PG, d'avoir recours à des acteurs en dehors de l'écurie Disney et aussi de ressources externes pour achever ses productions.
Le film a une note de 40% sur Rotten Tomatoes, tandis que sur Metacritic, il a une note moyenne pondérée de 55 sur 100 basée sur 4 critiques critiques, indiquant "des critiques mitigées ou moyennes".

## Distinctions
En 1980, le film La Coccinelle à Mexico a été nommé 2 fois et n'a remporté aucune récompenses.
- The Stinkers Bad Movie Awards 1980 :
  - Pire suite,
  - Pire performance d'un enfant dans un rôle vedette pour Joaquin Garay III.